# Shorea scabrida
Shorea scabrida är en tvåhjärtbladig växtart som beskrevs av Symington. Shorea scabrida ingår i släktet Shorea och familjen Dipterocarpaceae. Inga underarter finns listade i Catalogue of Life.